# Gladiator Cop
Série
Le Maître d'armes
(1992)
Pour plus de détails, voir Fiche technique et Distribution.
Gladiator Cop est un film américain réalisé par Nick Rotundo, sorti en 1995.

## Synopsis
Andrew Garrett est en apparence un policier américain comme les autres. C'est aussi la réincarnation d'un illustre conquérant, Alexandre le Grand. Lorsqu'il se retrouve pris à participer à d'authentiques jeux du cirque, à de mortels combats à l'épée organisés par un cruel et puissant homme d'affaires, sa seconde nature se réveille...

## Fiche technique
- Titre : Gladiator Cop
- Réalisation : Nick Rotundo
- Scénario : Nick Rotundo, Paco Álvarez et Nicolas Stiliadis
- Production : Paco Álvarez, Syd Cappe, Don Schneider et Nicolas Stiliadis
- Société de production : SC Entertainment
- Musique : Alun Davies et Guy Zerafa
- Photographie : Edgar Egger
- Montage : Nick Rotundo
- Décors : Raymond Lorenz
- Costumes : Judith England
- Pays d'origine :  Canada
- Format : Couleurs - 1,85:1 - Stéréo - 35 mm
- Genre : Action et fantastique
- Durée : 92 minutes
- Date de sortie : 8 août 1995 (sortie vidéo États-Unis)

## Distribution
- Lorenzo Lamas : Andrew Garrett
- Claire Stansfield : Julie
- James Hong : Parmenion
- George Touliatos : Chris Kilos
- Nicholas Pasco : Nick Milano
- Eugene Clark : le capitaine
- Frank Anderson : Leo Bravo
- Christopher Lee Clements : Jodar
- Brian Renwick : Hefty Doorman
- Garry Robbins : Mongol
- Mark Foreman : le gladiateur
- Dave Geneau : Mowerman
- Scott Hogarth : Chang Lung
- Harold Howard : Rebel
- Layton Morrison : le bourreau
- Heather Gillan : la belle escort

## Autour du film
- Première réalisation de Nick Rotundo, ce dernier était déjà monteur sur Le Maître d'arme (1993), auquel Gladiator Cop fait suite[1]. D'ailleurs un troisième opus sort en 1999 sous le nom de Gladiator Cop 2 : Sword ou Mortal Conquest  avec Daniel Bernhardt (qui remplace Lorenzo Lamas) et James Hong toujours produit par les mêmes producteurs.